# Tetrorchidium gabonense
Tetrorchidium gabonense là một loài thực vật có hoa trong họ Đại kích. Loài này được Breteler miêu tả khoa học đầu tiên năm 1999.